# 自旋泡沫
物理學中，自旋泡沫是一種拓樸結構，由二維面所組成，代表了一類必須加總的組態，以得到量子重力的費曼路徑積分描述。其與迴圈量子重力理論密切相關。

## 迴圈量子重力中的自旋泡沫
迴圈量子重力具有協變形式，為目前量子重力動力學的架構。這是一種量子場論，其中應用到廣義相對論在微分同胚下的不變性。所得到的路徑積分結果代表了時空幾何各種可能組態的加總，稱之為自旋泡沫。
自旋網路為一種形似費曼圖的圖案，代表了希爾伯特空間的微分流形中各元素之間的聯絡基底。自旋網路也代表了流形中兩個相異的超曲面的機率幅計算。自旋網路的演化構成了高一維度的自旋泡沫，而自旋泡沫也可視作量子歷史。

## 觀念
自旋網路提供了空間量子幾何的描述語言，而自旋泡沫在時空的量子幾何上有相同的角色。自旋網路是一維圖，在頂點與邊線有標籤。時空可視作自旋泡沫的疊加，其為費曼圖的推廣。自旋泡沫的邊界為自旋網路。如同在流形理論中，n-流形的邊界為(n-1)-流形。
迴圈量子重力理論中，現行的自旋泡沫理論起源於Ponzano-Regge模型。自旋泡沫的概念（儘管當時還未如此稱呼）出現在Norman LaFave於1993年發表的論文。在這篇文章中描述如何從自旋網路創造出層疊的4-幾何，並且描述了層疊的自旋4-幾何彼此連結成自旋泡沫。
如此結構的量子化為費曼路徑積分的推廣，將自旋網路邊界間的自旋網路路徑連結起來。此一概念後來又由卡洛·羅威利重新介紹，隨後並發展成Barrett–Crane模型。此形式現今稱為EPRL，為一系列文章作者的姓氏字首；其他基礎貢獻也包括以下學者的研究成果：Laurent Freidel的FK模型與Jerzy Lewandowski的KKL模型。

## 外部連結
- （英文）ArXiv上的Spin foam （页面存档备份，存于）相關主題
- （英文）John C. Baez: Spin foam models. (1997) （页面存档备份，存于）
- （英文）Alejandro Perez: Spin Foam Models for Quantum Gravity (2003) （页面存档备份，存于）
- （英文）Carlo Rovelli: Zakopane lectures on loop gravity (2011) （页面存档备份，存于）